# Henri Matisse (Derain)
Pour les articles homonymes, voir Henri Matisse.
Henri Matisse est un tableau réalisé par le peintre français André Derain en 1905 pendant un séjour à Collioure. Cette huile sur toile est un portrait fauve de son ami Henri Matisse une pipe aux lèvres. Elle est aujourd'hui conservée au sein des collections de la Tate Liverpool, à Liverpool. La même institution possède un portrait de Derain par Matisse exécuté la même année, André Derain.